# (25010) 1998 PL1
1998 بي أل 1 (ويعرف أيضًا باسم (25010) 1998 بي أل 1 وفق تسمية الكوكب الصغير) (بالإنجليزية: 1998 PL1)‏ هو كويكب ضمن حزام الكويكبات؛ وترتيبه 25010 من حيث الاكتشاف.
اكتُشف هذا الجُرم الفلكي بواسطة رافاييل باتشيكو ‏ في 14 أغسطس 1998.

## وصلات خارجية
- (25010) 1998 PL1 في قاعدة بيانات مختبر الدفع النفاث لأجرام النظام الشمسي الصغيرة

- الاكتشاف · مخطط المدار ·  العناصر المدارية · المعلمات المادية

- (25010) 1998 PL1 على موقع ويكي سكاي: DSS2, SDSS, GALEX, IRAS, Hydrogen α, X-Ray, Astrophoto, Sky Map, Articles and images